# Jean-Louis Magnan
Œuvres principales
- Anti-Liban (2004)
- Les îles éparses (2006)

Jean-Louis Magnan est un écrivain, plasticien et documentariste français né le 20 août 1970 à Boulogne-Billancourt en région parisienne.

## Biographie
Après des études de droit, pendant lesquelles il fut aussi apprenti dans l’atelier de Maguerite Le Ribot de Foncaucourt, il entame un tour du monde qui l’emmène des Caraïbes en Extrême-Orient. En 1990, il découvre la guerre à Beyrouth. Depuis toujours tiraillé entre l’image sous toutes ses formes et l’écrit, il commence à élaborer la réflexion qui traversera son œuvre : le rapport entre représentations de la guerre, information et histoire en marche.
Il expose ses premiers tableaux à la Fondation Vasarely de Gordes en août 1993, puis à la galerie Lucien Durand en 1994.
À Port-au-Prince, il entame une collaboration avec la radio Haïti Inter qui durera jusqu’à l’assassinat du journaliste Jean Dominique en 2000.
Il couvre pour plusieurs médias internationaux les multiples coups d’État qui secouent le pays.
En 1998, il décide de brûler l’intégralité de son œuvre peinte après l’avoir photographiée. Ces clichés seront travaillés à l’acide et donneront la série Renaissance exposée à la galerie Guénégaud, dont il était l’un des fondateurs.
Il s’était attaché à y exposer de jeunes artistes français tels que Nathalie Tallec, Alex Claude, Stéphane Braconnier ou Julien Dubertret …
Pendant ce temps, il effectue de nombreux voyages qui nourriront ses futurs romans.
En 2003, il devient parallèlement directeur de Prosec Média Evénements, société assurant la sécurité de journalistes en zone de guerre. Cette activité le conduit à se rendre sur la plupart des terrains de conflit du moment.
En 2007, accompagnant la réalisatrice Sophie Guilguet en Afghanistan afin de produire le documentaire "Les courtisanes de l’islam", il découvre l’écriture cinématographique.
Cette nouvelle passion le conduit à prendre la tête du département documentaire de Fæ Fata productions, sociétés de mécénat encourageant les projets de jeunes réalisateurs.
Il en devient directeur général en 2011. Avec Didier Martiny, au sein de Zanagar films, il écrit différents documentaires : Wunderkammer, et en collaboration avec Stéphane Ferrara Un enfant de Fidel, un film de William Klein pour ESPN. 
Collaborateur de Ligne de Front,  Jean-Louis Magnan part en Syrie filmer, en pleine bataille d’Alep, un sujet sur la vie des journalistes : Images de guerre, guerre d’image.

## Livres
Il publie aux éditions Verticales son premier roman, Anti-liban , en 2004 qui obtient la mention spéciale du prix Wepler. 
En 2006 chez le même éditeur, Les îles éparses ,
- 2004 : Anti-Liban (roman), éditions Verticales, mention spéciale du Prix Wepler.
- 2006 : Les îles éparses, éditions Verticales.

## Documentaire
- Septembre 2012 : Images de guerre, guerre d'image[4], coproduction Zanagar films et Ligne de front.

## Citations
« Ce qui est à l'abandon au Sud, c'est l'homme, son destin, sa culture : il n'y est plus qu'instrument de production. Ce qui reste d'Occident là-bas garde farouchement les immenses richesses dont nous sommes les seuls consommateurs. La démocratie n'est qu'un prétexte à une productivité accrue. »
« En Occident, nous avons le sens de l'histoire à rebours, on maudit les ascendants, on dit "fils de pute!". Beyrouth la martyre, Jerusalem la sainte ne s'unifieront jamais ; chez elles, on maudit les descendants, les bâtards. »
« Vous visitez pour une somme modique, mes nerfs. Et mon crâne résonne de vos pas. Sans vous, l'œuvre n'existerait pas. Que le lecteur ait conscience de son indispensable importance, voila ce qui me semble urgent de rétablir. »